# Cantón de Seclin-Sur
El cantón de Seclin-Sur era una división administrativa francesa, que estaba situada en el departamento de Norte y la región de Norte-Paso de Calais.

## Composición
El cantón estaba formado por diez comunas, más una fracción de la comuna que le daba su nombre:
- Allennes-les-Marais
- Annœullin
- Bauvin
- Camphin-en-Carembault
- Carnin
- Chemy
- Don
- Gondecourt
- Herrin
- Provin
- Seclin (fracción)

## Supresión del cantón de Seclin-Sur
En aplicación del Decreto nº 2014-167 de 17 de febrero de 2014, el cantón de Seclin-Sur fue suprimido el 22 de marzo de 2015 y sus 11 comunas pasaron a formar parte; siete del nuevo cantón de Annœullin y cuatro del nuevo cantón de Faches-Thumesnil.